# Potępa (gromada)
Potępa – dawna gromada, czyli najmniejsza jednostka podziału terytorialnego Polskiej Rzeczypospolitej Ludowej w latach 1954–1972.
Gromady, z gromadzkimi radami narodowymi (GRN) jako organami władzy najniższego stopnia na wsi, funkcjonowały od reformy reorganizującej administrację wiejską przeprowadzonej jesienią 1954 do momentu ich zniesienia z dniem 1 stycznia 1973, tym samym wypierając organizację gminną w latach 1954–1972.
Gromadę Potępa z siedzibą GRN w Potępie utworzono – jako jedną z 8759 gromad na obszarze Polski – w powiecie tarnogórskim w woj. stalinogrodzkim, na mocy uchwały nr 23/54 WRN w Stalinogrodzie z dnia 5 października 1954. W skład jednostki weszły obszary dotychczasowych gromad Kot i Potępa ze zniesionej gminy Tworóg w tymże powiecie. Dla gromady ustalono 15 członków gromadzkiej rady narodowej.
29 lutego 1956 z gromady Potępa wyłączono miejscowość Ziętek, włączając ją do osiedla Krupski Młyn w tymże powiecie.
20 grudnia 1956 województwo stalinogrodzkie przemianowano (z powrotem) na katowickie.
31 grudnia 1961 z gromady Potępa wyłączono wieś Potępa, włączając ją do osiedla Krupski Młyn w powiecie tarnogórskim, po czym gromadę Potępa zniesiono, włączając jej pozostały obszar (Kot) do gromady Tworóg tamże.